# Rigaut de Berbezilh
Rigaut de Berbezilh, o Rigaut de Berbezill, in latino Rigaudus de Berbezillo, in francese Rigaud de Barbezieux (fl. 1140-1163), è stato un trovatore occitano originario di Barbezieux.

## Biografia
Appartenente alla piccola nobiltà di Saintonge, le informazioni biografiche su Rigaut de Berbezilh sono pressoché nulle, essendo sconosciute le stesse date di nascita e morte. Tuttavia si sa che egli operò come trovatore a cavallo tra XII e XIII secolo.
Viene comunemente accettato il fatto che Rigaut provenisse da una famiglia delegata del signore del castello di Barbézieux e probabilmente imparentata a quella di Jaufré Rudel attraverso i conti di Angoulême. Egli stesso probabilmente era il più giovane di due figli, entrato poi a far parte di una famiglia altolocata di Angoumois. La sua intera vita sembra sia trascorsa nella regione a sud di Angoulême, mentre un documento posteriore al 1157 attesta la sua entrata in un monastero.

### Vida

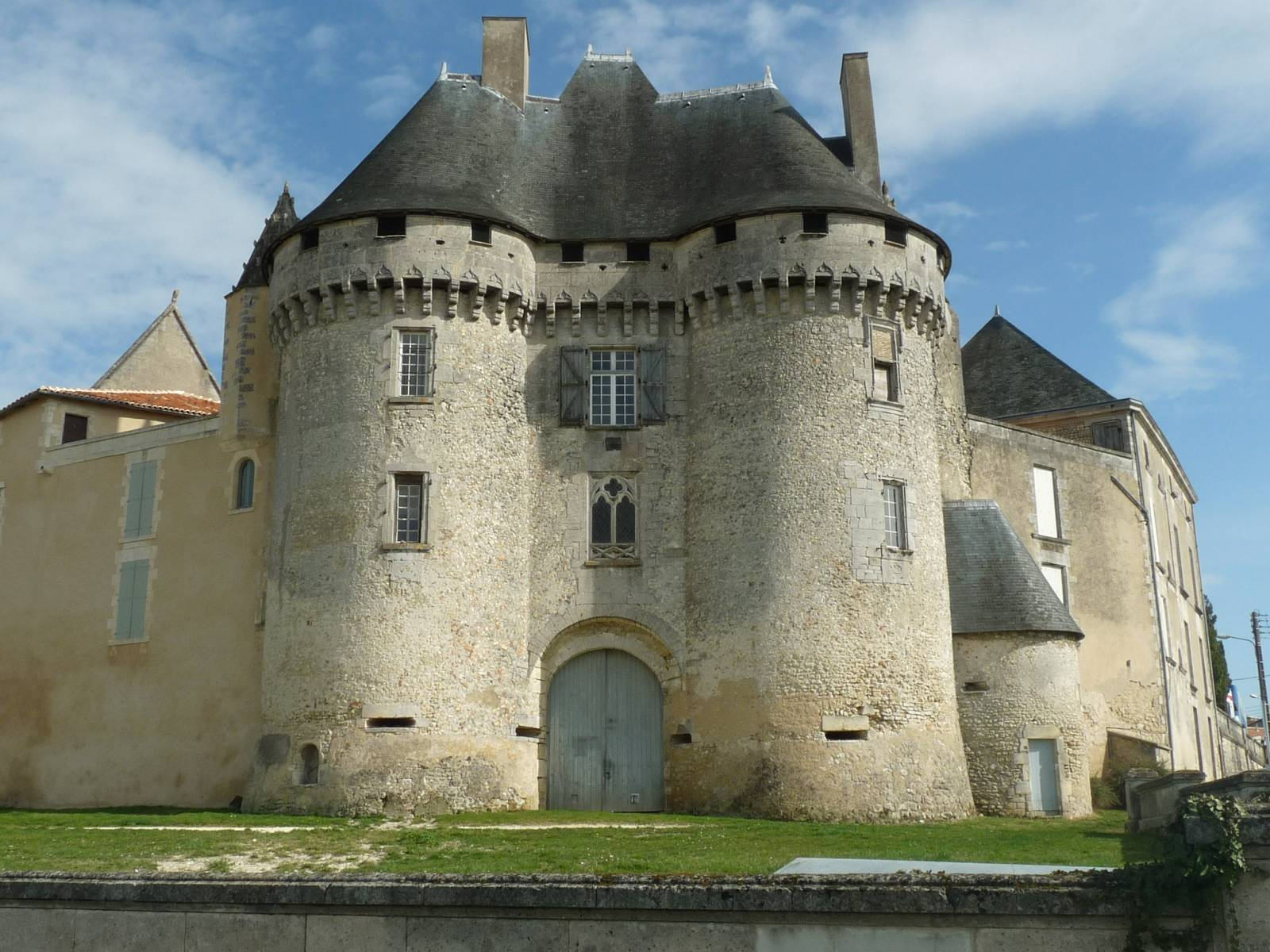
Torri del castello di Barbezieux, facciata ovest

Secondo la sua vida, alquanto inattendibile, Rigaut era un povero cavaliere del castello di Barbézieux (vicino a Cognac) nella Diocesi di Saintes. Era capace e ben messo, ma saup mielhs trobar qu'entendre ni que dire ("sapeva meglio comporre che ascoltare o recitare".) Ritenuto dall'autore della vida timido, particolarmente in compagnia dei nobili, ma cantava "in modo incantevole" allorché veniva incoraggiato.
Si innamorò della moglie di Jaufre de Tonnay (Gaufridus de Tonai), forse una figlia di Jaufré Rudel. Lei cercava di apparire "dolce e amorevole verso lui... come una signora che desiderava che un trovatore inventasse poesie per lei." Rigaut le si rivolge con il senhal Miellz-de-Domna ("la migliore delle signore"), in almeno quattro dei suoi lavori. Sebbene per molto tempo cantasse canzoni per la Miellz-de-Domna, si presume che non abbia avuto con lei una relazione sessuale. Quando lei morì Rigaut se ne andò in Spagna e, secondo i due manoscritti della sua vida, trascorse il resto della sua vita alla corte di Diego López II de Haro, un rinomato patrono di trovatori.

## Le liriche
Di Rigaut de Berbezilh restano una quindicina di poesie, tra le quali un planh e una decina di cansos: dunque un'eredità piuttosto esigua, ma di fondamentale importanza nella tradizione della lirica e dei bestiari.
La sua cifra stilistica, infatti, è l'uso insistito di similitudini zoologiche, le quali riempiono di immagini fortemente marcate dal punto di vista simbolico i suoi versi, nei quali si riscontra una sorta di missione evangelica di educazione all'amore. Come viene riportato dalla sua vida, Rigaut cercava di inserire nelle sue poesie immagini tratte dal mondo naturale — uccelli, bestie, stelle, sole, ecc. — , con riferimenti eruditi a Ovidio e alla leggenda di Perceval, ma l'uso eccessivo della similitudine veniva a gravare non poco sulla resa poetica.
Il suo messaggio si presenta come religione cortese: per questo, la poetica di Rigaut può essere messa in relazione, per certi versi, con la poetica di Marcabruno.
L'importanza dei bestiari che si ritrova nelle liriche di Rigaut è, pur in modo diverso, associabile a quella che si riscontra nel Bestiario d'amore, capolavoro di Richard de Fournival: ciò è testimoniato anche dal fatto che sono le opere di questi due autori francesi a causare, nel Duecento, la moda del bestiario in Italia, che troverà illustri discendenti nella Scuola siciliana e, poi, in Chiaro Davanzati.
Quattro cansos in totale — due cansos di bestiari, la canso di Perceval e una canso tradizionale — sopravvivono con melodie. Rigaut viene anche citato nel Roman de la Rose. Uno dei suoi componimenti, Atressi com l'orifans, ottiene fama imperitura e la sua melodia sopravvive in almeno tre manoscritti, fornendo materia e ispirazione per il Novellino italiano del tardo XIII secolo.
           Atressi cum l'olifans

           que quan chai no s pot levar

           tro que l'autre, ab lo cridar

           de lor votz, lo levon sus,

           et eu segrai aquel us

           quar mos mesfaitz m'es tan greus e pesans;

           e si la cortz del Puei e 'l ric bobans

           e l'adreitz pretz dels leials amadors

           no m relevon, jamais non serai sors;

           que deigneson per mi clamar merce

           lai on preiars ni merces no m val re!

           E s'ieu per los fis amans

           non puosc en joi retornar,

           per totz temps lais mon chantar

           que de mi no i a ren plus;

           ans viurai cum lo reclus,

           sols, ses solatz, c'aitals es mos talans,

           quar ma vida m'es trabaillz et afans,

           e gaugz m'es dols, e plazers m'es dolors;

           qu'ieu non sui ges de la maneira d'ors

           que, qui 'l bat fort ni 'l ten vil ses merce,

           el engraissa e meillura e reve.

           [...]

           Tal Seignor ai en cui a tant de be

           quant m'en sove non puosc faillir en re.

           Belh Bericle, joi e pretz vos mante;

           tot quan vuelh ai, quan de vos me sove.

### Opere

#### Cansos
- Atressi com lo leos
- Atressi con l'orifanz
- Atressi con Persavaus
- Be·m cuidava d'amor gardar
- Ben volria saber d'Amor
- Eissamen com la pantera
- Ges per freg ni per calor
- Lo genz temps m'abellis e·m platz
- Lo nous mes d'abril comensa
- Pauc sap d'Amor qui merce non aten
- Pois q'en midonsz es tan d'onor e sen
- Si co-l soleilhs per sa nobla clardat
- Tot atressi    con la clartatz del dia
- Tuit demandon qu'es devengud'Amors

#### Planh
- En chantanz ieu plaing e sospir